# Hlibiw
Hlibiw (ukr. Глібів) – wieś na Ukrainie, w obwodzie chmielnickim, w rejonie kamienieckim, w hromadzie Nowa Uszyca. W 2001 liczyła 737 mieszkańców, spośród których 712 wskazało jako ojczysty język ukraiński, 12 rosyjski, 11 mołdawski, 1 białoruski, a 1 inny.